# Akihito

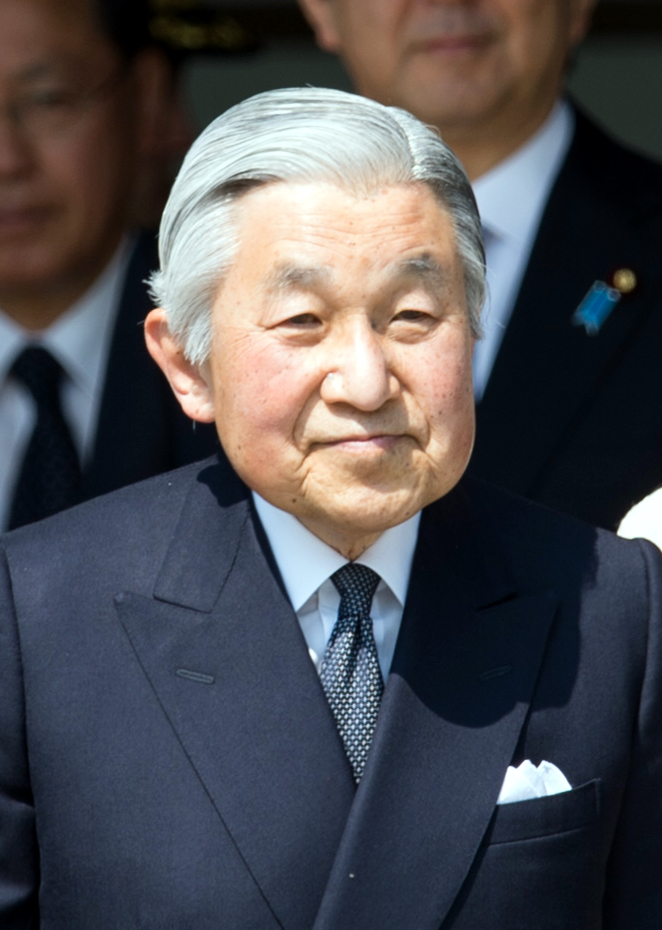
Kaiser Akihito (2014)

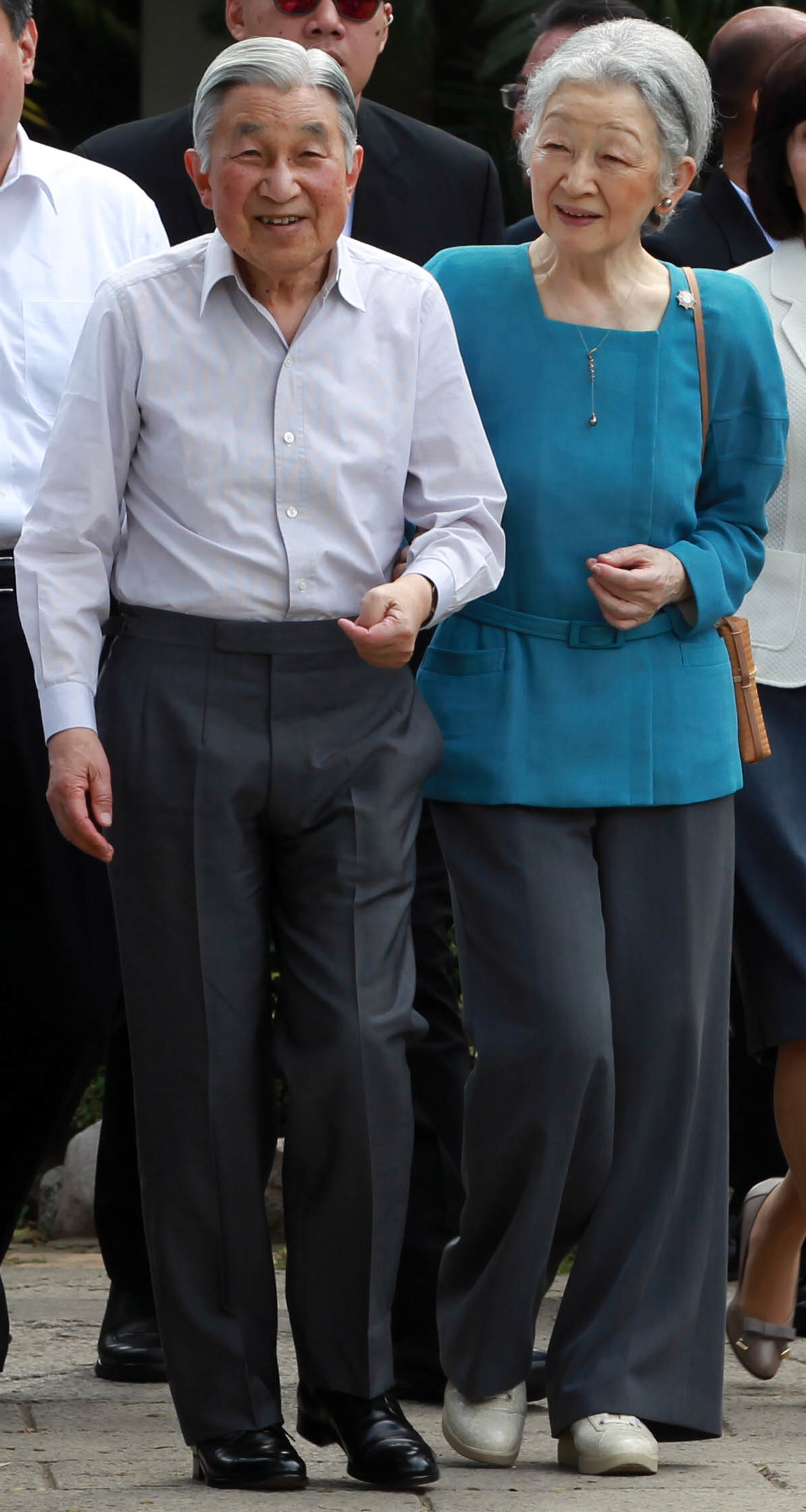
Kaiser Akihito und Kaiserin Michiko (2016)

Akihito (japanisch 明仁; * 23. Dezember 1933 in Tokio) ist emeritierter Tennō (上皇陛下, jōkō heika; englisch „Emperor Emeritus“). Er bestieg am 7. Januar 1989 den japanischen Chrysanthementhron, wurde am 12. November 1990 offiziell zum 125. Kaiser von Japan ausgerufen und dankte am 30. April 2019 ab. Seine Regierungsdevise trug den Namen Heisei (平成, „Frieden überall“).

## Biografie
Akihito ist das fünfte Kind und der älteste Sohn von Kaiser Hirohito (1901–1989) und Kaiserin Kōjun (1903–2000). Sein voller Name in der Kindheit lautete Tsugu-no-miya Akihito und sein Adelstitel war Prinz Tsugu (継宮, Tsugu no Miya). Während der Bombardierungen Tokios durch die US-Amerikaner wurden Akihito und sein Bruder Prinz Masahito evakuiert. Eine US-amerikanische Privatlehrerin, Elizabeth Gray Vining (1902–1999), brachte dem Prinzen während der Besatzungszeit die englische Sprache und westliche Kultur näher. 1952 wurde er offiziell zum Kronprinzen und Erben des Chrysanthementhrons ernannt, wenngleich dieser Werdegang bereits bei seiner Geburt festgelegt war. 1953 vertrat der Kronprinz bei der Krönung der britischen Königin Elisabeth II. das japanische Kaiserhaus. Akihito ist der erste japanische Kaiser, der studiert hat, wenngleich er keinen akademischen Abschluss erlangte. Neben Volkswirtschaftslehre und Politikwissenschaft befasste er sich an der Gakushūin-Universität im Fachbereich Meeresbiologie mit dem Spezialgebiet Ichthyologie. Er klassifizierte Süßwasserfische und veröffentlichte ab 1967 international anerkannte wissenschaftliche Arbeiten über Grundelartige – speziell Grundeln, von denen eine Art (Exyrias akihito) seit 2005 nach ihm benannt ist. Seit 2007 trägt zusätzlich eine Gattung der Lippenzahngrundeln seinen Namen.
Akihito zeichnet sich persönlich durch große Zurückhaltung und ein sehr bescheidenes Auftreten aus. Er ist seit dem 10. April 1959 verheiratet mit Kaiserin Michiko (geb. Michiko Shōda), einer Bürgerlichen. Die Vermählung des damaligen Kronprinzen mit der christlich erzogenen Tochter eines wohlhabenden japanischen Geschäftsmannes war ein Bruch mit einer bis in vorgeschichtliche Zeit zurückreichenden Tradition, nach der die Hauptfrau des Kaisers nur aus dem Erbadel (Kazoku) stammen durfte.
Am 8. August 2016 wandte sich Akihito in einer Fernsehansprache an die japanische Bevölkerung. Er äußerte sich besorgt über seinen Gesundheitszustand und teilte seine persönliche Meinung über die Art und Weise, wie ein Kaiser seine Pflichten auszuüben habe, mit. Er sei der Meinung, dass, wenn ein Kaiser aus verschiedenen Gründen nicht in der Lage sei, seine Aufgaben zu erfüllen, „die Gesellschaft zum Stillstand kommen“ könne und „das Leben vieler Menschen in verschiedener Weise beeinflusst“ werde. Er reagierte mit dieser Ansprache auf einige Mitte Juli 2016 erschienenen Berichte, nach denen er erwäge, „in den nächsten Jahren“ abzudanken. Für eine solche Abdankung war eine Änderung des Gesetzes über den kaiserlichen Haushalt notwendig, da diese nicht vorgesehen war und zuletzt 1817 durch Kaiser Kōkaku erfolgte. Da es dem Kaiser nicht gestattet ist, sich in politische Angelegenheiten einzumischen, konnte er sich bei der Ansprache nicht direkt zu einer möglichen Abdankung äußern. Die Regierung beauftragte daraufhin im September 2016 ein Gremium bestehend aus 16 Experten mit der Aufgabe, ihr bis zum Frühjahr 2017 eine Vorlage für die Gesetzesänderung vorzulegen. Am 21. April 2017 reichte das Gremium seine Vorlage bei der Regierung ein, welche darauf basierend einen Gesetzesentwurf formulierte, der Akihito eine Abdankung gestattet. Dabei schlug das Gremium unter anderem vor, dass Akihito nach seiner Abdankung den Titel Jōkō (上皇, dt. „ehemaliger Kaiser“) tragen solle. Am 19. Mai 2017 legte die Regierung den Gesetzesentwurf dem Kokkai vor. Am 9. Juni wurde das Gesetz verabschiedet. Am 1. Dezember 2017 einigte sich der „Kaiserliche Rat“ (皇室会議 Kōshitsu Kaigi), unter anderem bestehend aus Premierminister Shinzō Abe, den Präsidenten der beiden Kammern des Parlaments Tadamori Ōshima und Chūichi Date sowie Akihitos jüngerem Bruder Prinz Masahito von Hitachi und dessen Gattin Prinzessin Hanako von Hitachi, auf eine Abdankung am 30. April 2019 und gab diese Empfehlung an die Regierung weiter, welche sich dieser kurz darauf anschloss. Sie gab daraufhin am 8. Dezember 2017 offiziell per Kabinettsbeschluss bekannt, dass Akihito am genannten Tag abdanken und Kronprinz Naruhito am folgenden den Chrysanthementhron besteigen werde. Zuvor waren von der Presse und von Politikern auch der 31. Dezember 2018 sowie der 31. März 2019 als mögliche Termine vorgeschlagen worden, die man laut Chefkabinettssekretär Yoshihide Suga jedoch aufgrund des Zeitplans des Kaiserhauses um Neujahr und geplanten Kommunalwahlen im April 2019 ablehnte.
Am 30. April 2019 dankte Akihito im Rahmen einer Zeremonie ab. Seine Regierungszeit endete offiziell um 24 Uhr Ortszeit.

## Nachkommen

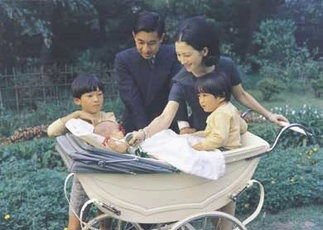
Das damalige Kronprinzenpaar mit seinen Kindern im September 1969

Das ehemalige Kaiserpaar hat drei Kinder:
- Kaiser Naruhito (* 23. Februar 1960)
- Fumihito (Prinz Akishino) (* 30. November 1965)
- Sayako (* 18. April 1969; ehemals Prinzessin Nori), die nach der Heirat mit einem Bürgerlichen Mitte November 2005 offiziell aus der kaiserlichen Familie ausgeschieden ist.

Außerdem haben sie vier Enkelkinder:
- Mako (* 23. Oktober 1991) – Tochter von Prinz Akishino und Prinzessin Kiko
- Kako (* 29. Dezember 1994) – Tochter von Prinz Akishino und Prinzessin Kiko
- Aiko (* 1. Dezember 2001) – Tochter von Kaiser Naruhito und Kaiserin Masako
- Hisahito (* 6. September 2006) – Sohn von Prinz Akishino und Prinzessin Kiko

Nach der derzeitigen Thronfolgeregelung kann nur ein Mann den Kaiserthron besteigen. Da das einzige Kind des Kaiserpaares Naruhito und Masako eine Tochter ist und bis zum 6. September 2006 auch alle anderen Angehörigen der Enkel-Generation im Kaiserhaus weiblichen Geschlechts waren, wurde in der Politik intensiv über eine Gesetzesänderung zugunsten weiblicher Thronfolger diskutiert. Nach der Geburt von Prinz Hisahito wurden diesbezügliche Pläne jedoch von der Regierung unter Premierminister Jun’ichirō Koizumi wieder aufgegeben. Generell steht die konservative Liberaldemokratische Partei solchen Plänen kritisch gegenüber.

## Status

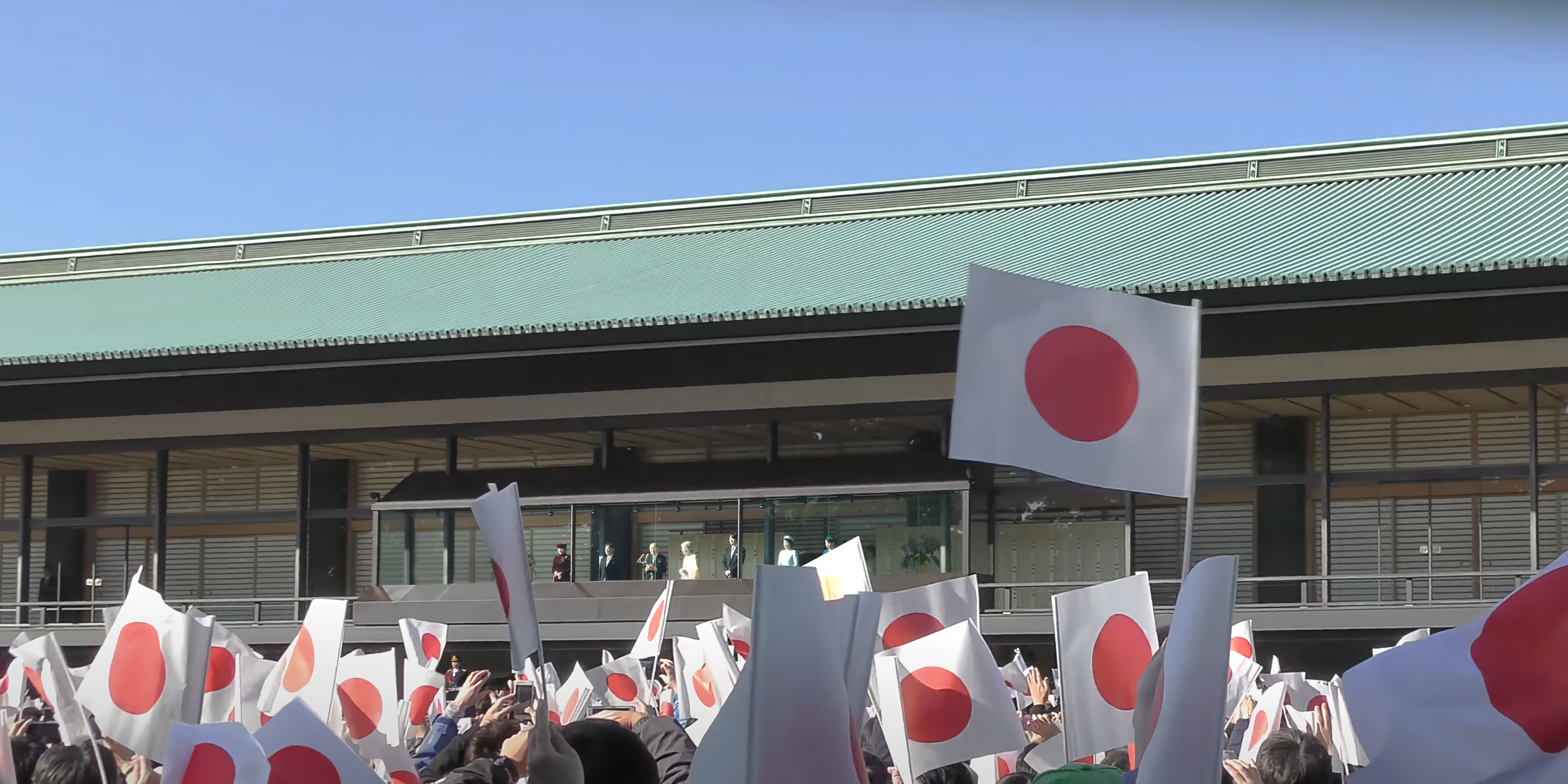
Der Chōwaden-Palast am 84. Geburtstag von Kaiser Akihito (23. Dezember 2017)

Im Gegensatz zu den japanischen Kaisern vor ihm, einschließlich seines Vaters Hirohito bis zur Kapitulation Japans 1945, hatte Akihito offiziell nicht mehr den gottähnlichen Status eines himmlischen Herrschers und Nachfahren der Sonnengöttin Amaterasu inne, sondern galt – laut Verfassung – als einendes Staatssymbol Japans. Da Japan eine parlamentarische Monarchie ist, kam Akihito keine Regierungsgewalt zu – formalrechtlich war er nicht einmal das Staatsoberhaupt. Als Tennō hatte er jedoch sowohl eine de facto politische als auch eine religiöse Funktion im Shintoismus.
Ein japanischer Kaiser wird sowohl von Familienmitgliedern als auch vom japanischen Volk nicht bei seinem Eigennamen genannt. Stattdessen verweist man auf ihn respektvoll als tennō heika (天皇陛下, wörtlich: „Seine Majestät, der himmlische Souverän“) oder kinjō heika (今上陛下, wörtlich: „Seine derzeitige Majestät“) oder einfach als tennō. Diese Titulaturen galten auch während der Regierungszeit Akihitos. Seit seiner Abdankung am 30. April 2019 trägt Akihito den Titel jōkō heika (上皇陛下), offiziell als „emeritierter Kaiser“ übersetzt. Nach seinem Tod wird er gemäß der Devise seiner Regierungszeit als Heisei-tennō (平成天皇) bezeichnet werden.
Akihito genießt in der japanischen Bevölkerung mehrheitlich ein hohes Ansehen bis hin zu tiefer Verehrung, auch wenn er und seine Familie ein vom strengen Hofzeremoniell bestimmtes, zurückgezogenes Leben führen. Zu seinen Zeiten als Kaiser wendete er sich gewöhnlich nur zweimal im Jahr – an seinem Geburtstag am 23. Dezember und zum Neuen Jahr am 2. Januar – in einer Ansprache an die Bevölkerung. Die kaiserliche Familie findet sich dazu auf dem Balkon des Chōwaden-Palastes innerhalb des kaiserlichen Palastes in Tokio hinter einer Panzerglasscheibe ein und wird von Zehntausenden von Bürgern mit japanischen Fähnchen auf dem davor gelegenen Kyūden-Tōtei-Platz bejubelt. Der Geburtstag des Kaisers ist der japanische Nationalfeiertag und damit ein gesetzlicher Feiertag.
Zuständig für den Kaiser und seine Familie ist das dem japanischen Kabinett unterstellte Kaiserliche Hofamt.

## Bedeutende Auftritte (Auswahl)
- Akihito und Michiko entkamen im Juli 1975 bei einem Besuch auf Okinawa im Rahmen der Expo ’75 am Himeyuri-Mahnmal nur knapp einem Molotow-Attentat von drei linksextremistischen Radikalen.[22] Beide blieben unverletzt. Der Besuch des Kronprinzenpaares auf Okinawa war problematisch, weil Akihitos Vater, Kaiser Hirohito, als Oberbefehlshaber der kaiserlichen Armee von den Inselbewohnern für die Gräueltaten und vielen – zumeist sinnlos gefallenen – Toten im Rahmen der Schlacht um Okinawa 1945 verantwortlich gemacht wurde.[23] 1993 kehrte Akihito als Kaiser nach Okinawa zurück.
- 1992 reiste Akihito als erster japanischer Kaiser nach China, um dort sein Bedauern über das Leid auszudrücken, das von Japanern in der Vergangenheit über China gebracht worden war.
- Nach dem Erdbeben von Kōbe 1995 besuchte Akihito in schlichter Freizeitkleidung in Begleitung der Kaiserin ein Notunterkunftslager und spendete den Menschen vor Ort Trost.
- 2005 besuchte das Kaiserpaar die Insel Saipan und gedachte in einer symbolträchtigen Geste der vielen Toten des Zweiten Weltkriegs.[24]
- Fünf Tage nach der Erdbeben-Katastrophe im März 2011, in deren Folge Japan von einem Tsunami heimgesucht wurde und sich einige Reaktorunfälle ereigneten, wandte sich erstmals in der Geschichte der japanische Kaiser in einer Fernseh-Ansprache mit tröstlichen Worten an sein Volk.[25][26] Das Ereignis gilt – wie die Radioansprache seines Vaters zur Kapitulation Japans 1945, mit welcher erstmals ein japanischer Kaiser überhaupt zu seinen Untertanen sprach – für japanische Verhältnisse als Sensation.[27] Ab Ende März 2011 besuchte das Kaiserpaar in insgesamt sieben Präfekturen mehrere Notunterkünfte für Flüchtlinge und Betroffene aus dem Katastrophengebiet.[28][29][30]
- Am 11. März 2012 hielt Akihito bei der zentralen Gedenkfeier für die Opfer der Erdbeben-Katastrophe vom 11. März 2011, an der auch die Kaiserin teilnahm, in Tokio eine einfühlsame und zugleich mahnende Rede, obwohl der Kaiser erst eine Woche zuvor nach einer Bypass-Operation aufgrund von verengten Herzkranzgefäßen (durchgeführt am 18. Februar) aus dem Krankenhaus entlassen worden war.[31][32]
- Am 8. August 2016 wandte sich Akihito ein zweites Mal in einer Fernsehansprache an sein Volk. In dieser zeigte er sich besorgt über seinen Gesundheitszustand und teilte seine persönliche Meinung über die Art und Weise mit, wie ein Kaiser seine Pflichten auszuüben hat. Die Ansprache wurde als Wunsch Akihitos, abdanken zu dürfen und damit das Gesetz über den kaiserlichen Haushalt ändern zu lassen, interpretiert. Folglich verabschiedete das Parlament im Juni 2017 ein Gesetz, das eine solche Abdankung erlaubt; darüber hinaus legte die Regierung das Datum im Dezember 2017 auf den 30. April 2019 fest.

## Privates
- Akihito ist begeisterter Cellist, während seine Frau als begabte Klavierspielerin gilt.[33] Beide sind ambitionierte Tennisspieler und hatten sich 1957 im Berg-Kurort Karuizawa auf dem Tennisplatz kennengelernt.[34][35][36]
- Akihito ist seit seinem Staatsbesuch in Großbritannien 1998 als einziger nicht-europäischer Monarch und Nicht-Christ Mitglied des britischen Hosenbandordens (Stranger Knight), welchem (Stand September 2022) 36 lebende Personen angehören.[37][38]
- In den späten 2000er Jahren gab der Gesundheitszustand des Kaisers immer wieder Anlass zur Sorge, nachdem er sich 2003 einer Prostatakrebs-Operation unterziehen musste.[39][40][41]

Seine noch lebenden Geschwister sind Atsuko Ikeda (* 1931), Masahito von Hitachi (* 1935) und Takako Shimazu (* 1939).

## Bildergalerie

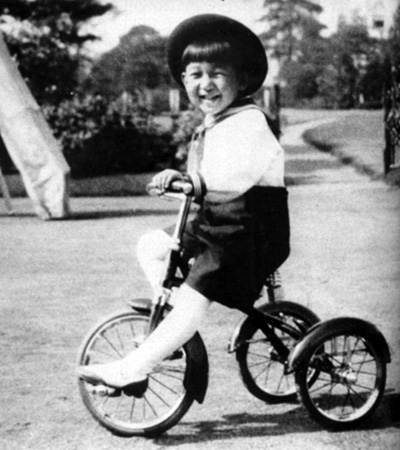
Prinz Akihito (1938)
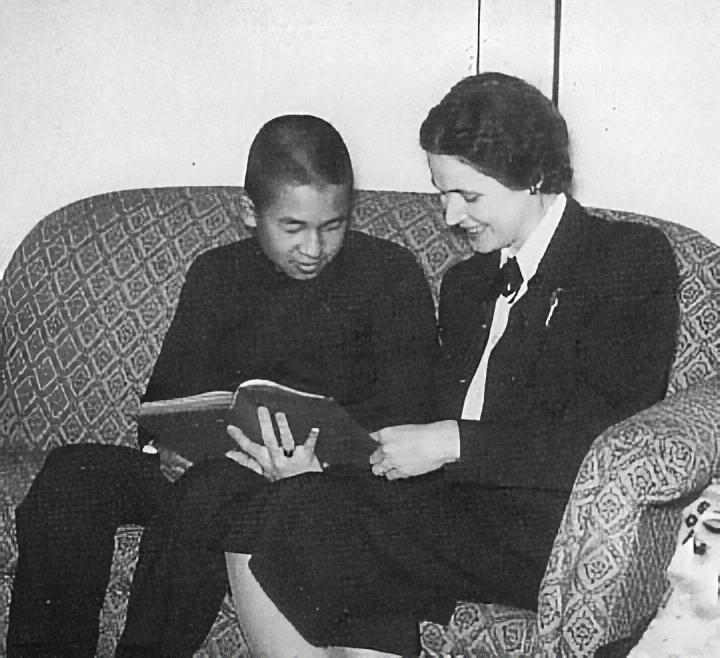
Akihito mit Lehrerin Vining (1949)
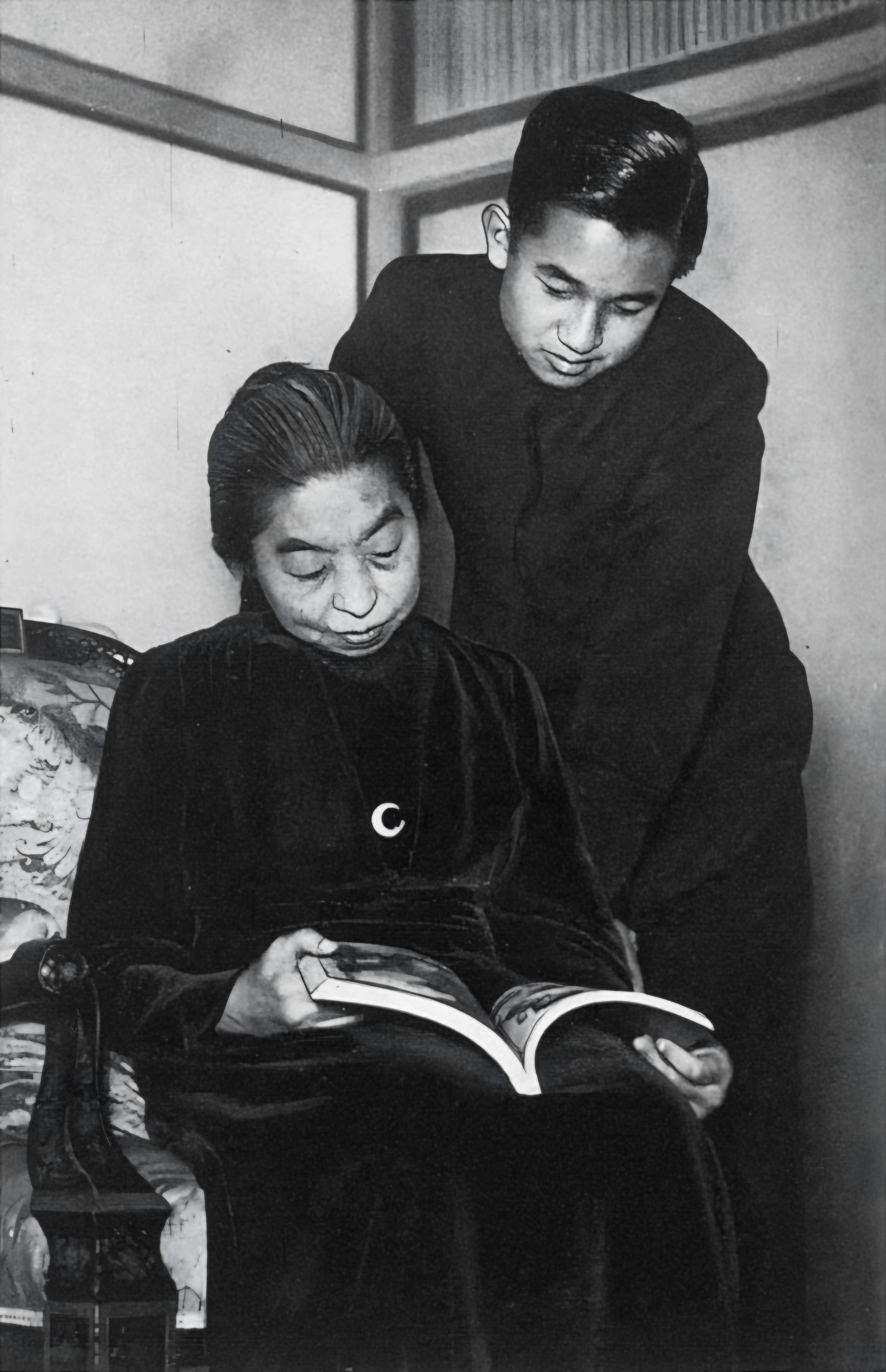
Mit seiner Großmutter Teimei (1949)
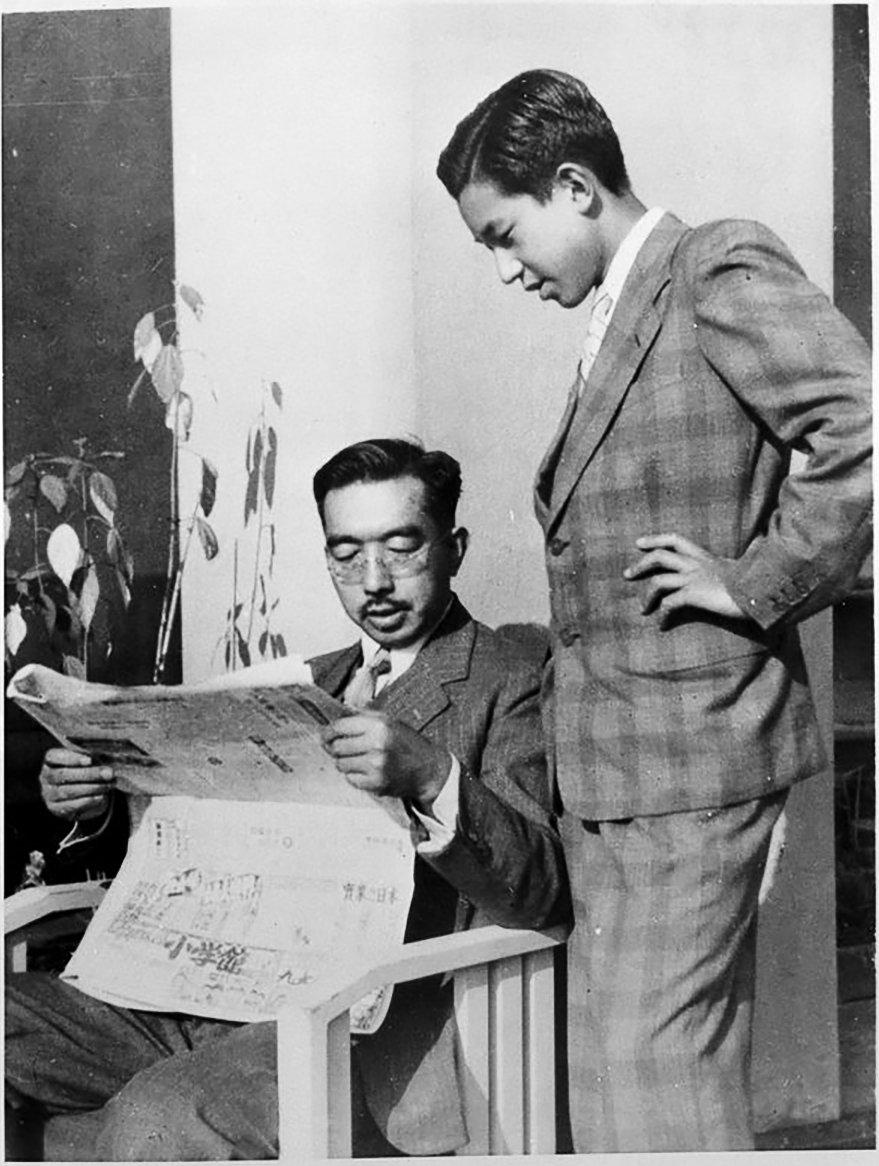
Akihito mit seinem Vater (1950)
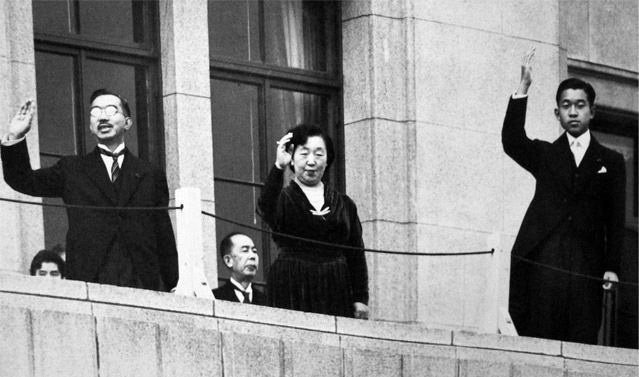
Akihito mit seinen Eltern (1952)
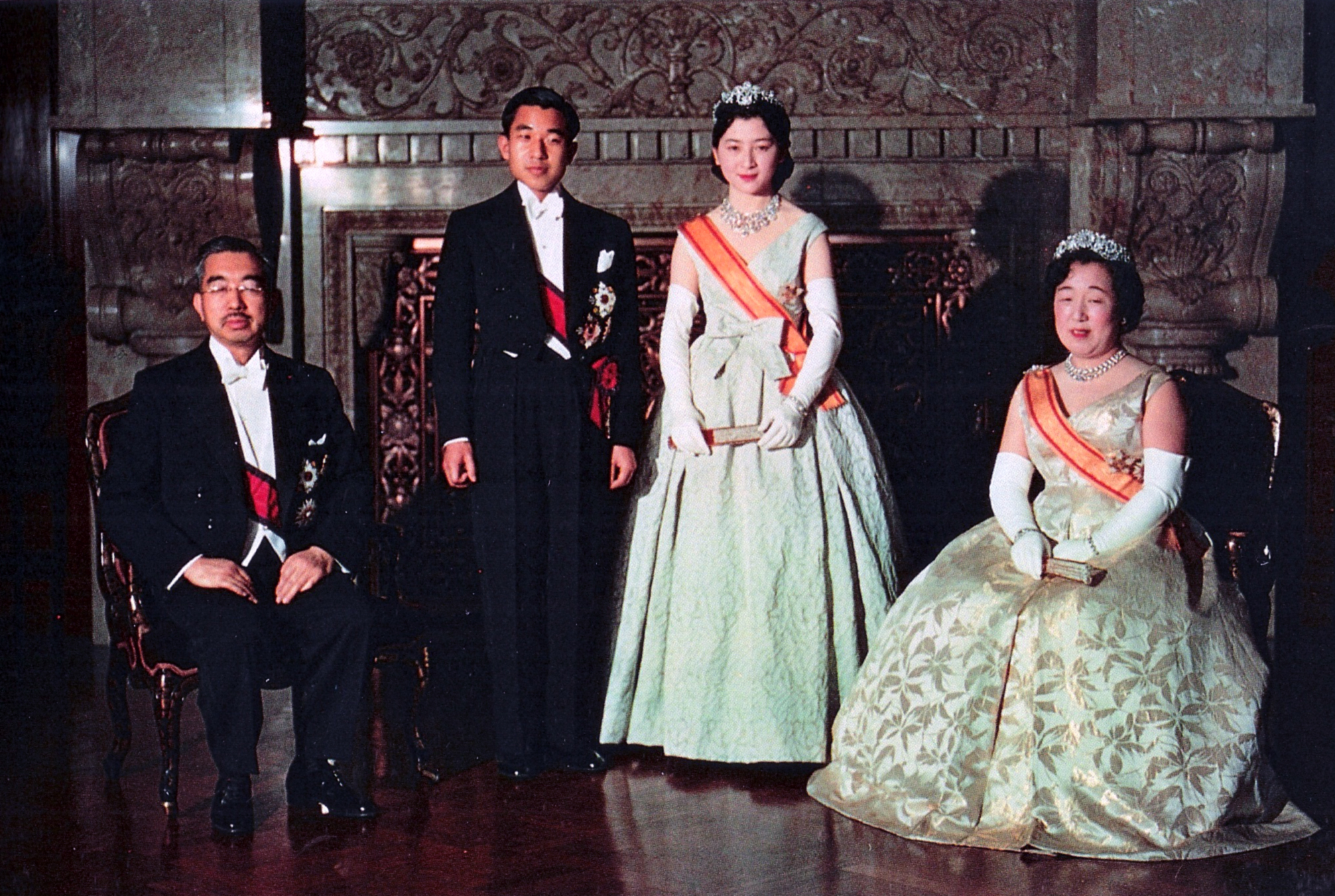
Hochzeit von Akihito und Michiko (1959)
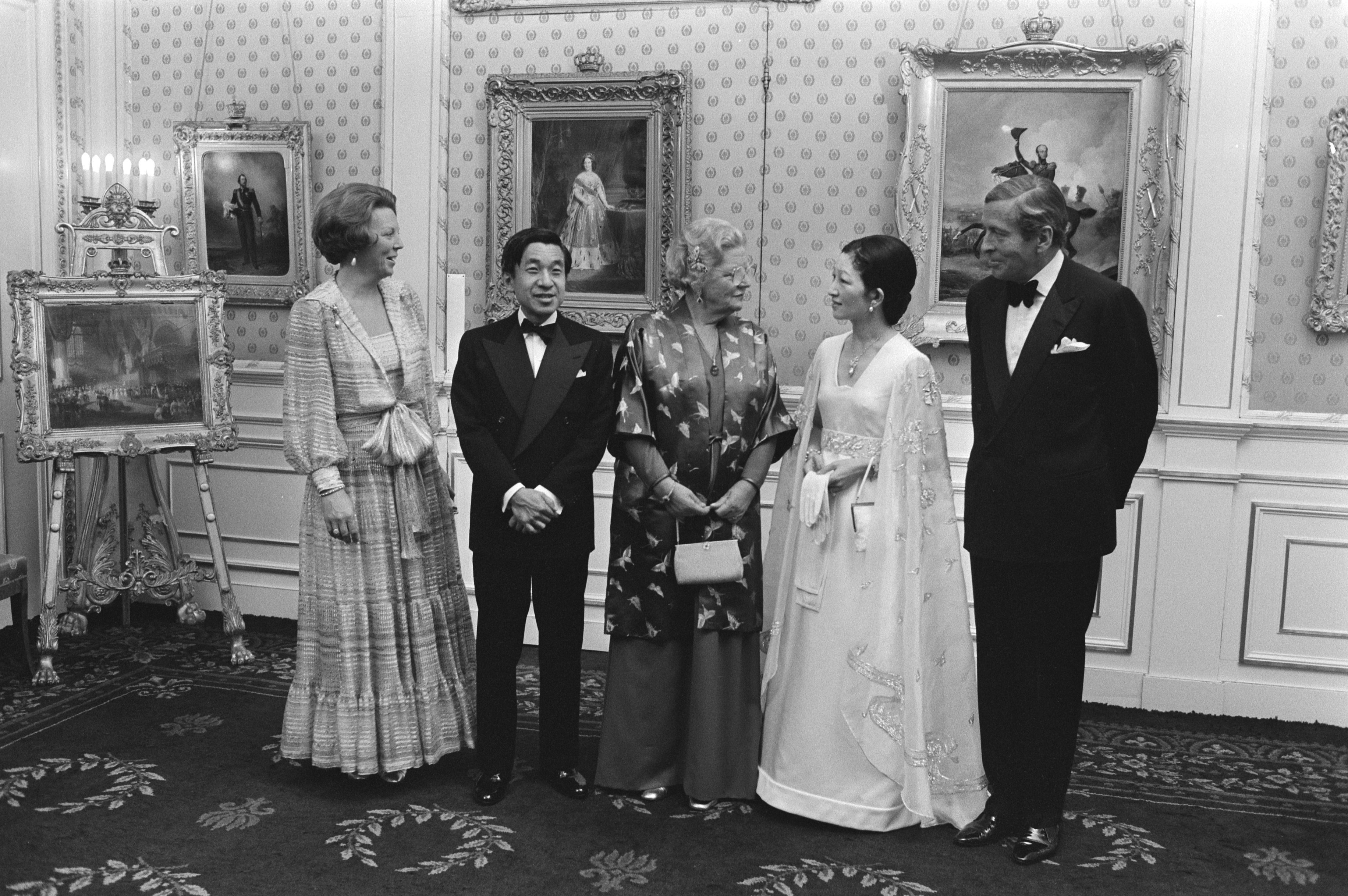
Staatsbesuch in den Niederlanden (1979)
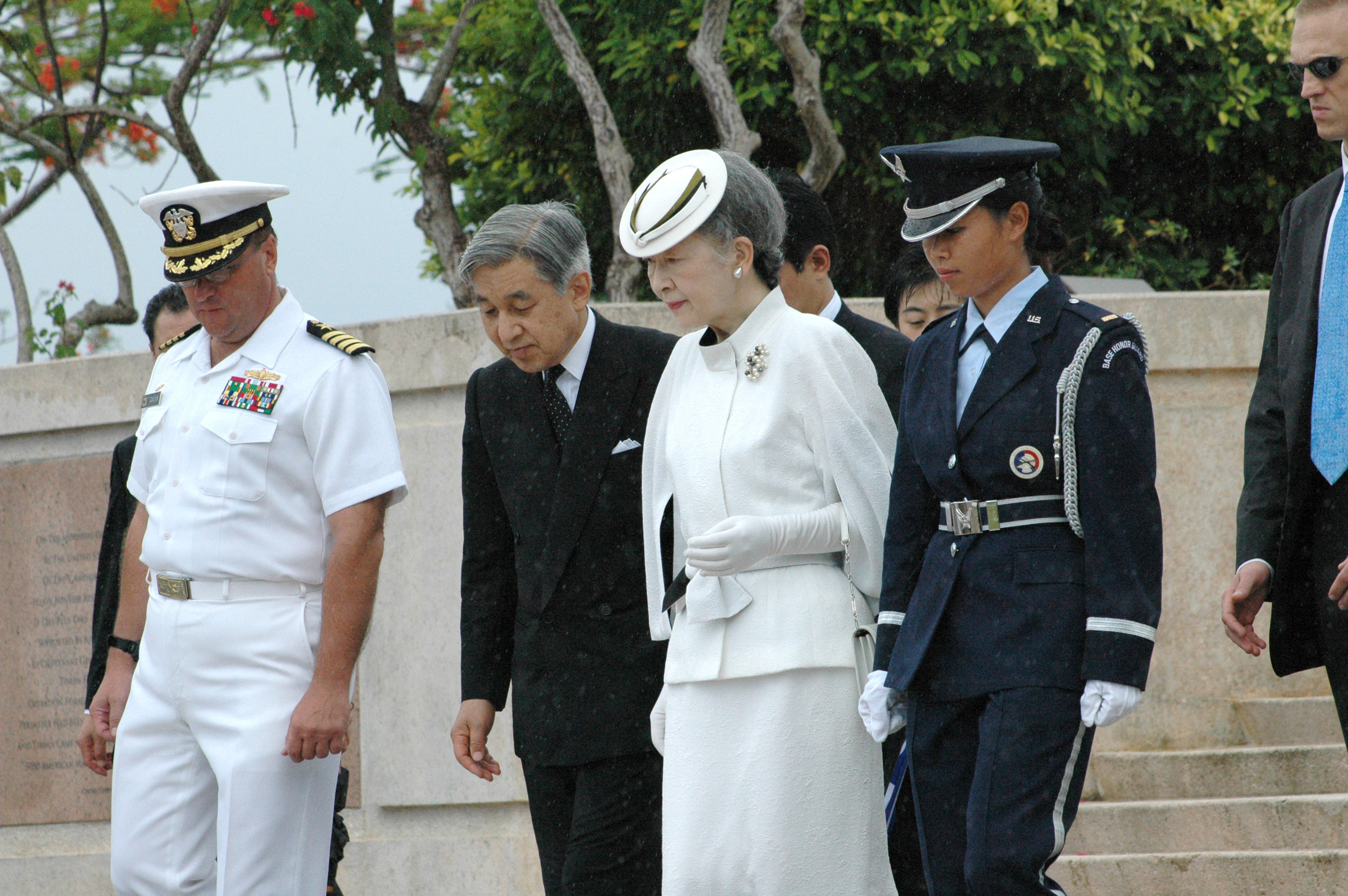
Besuch auf Saipan (2005)
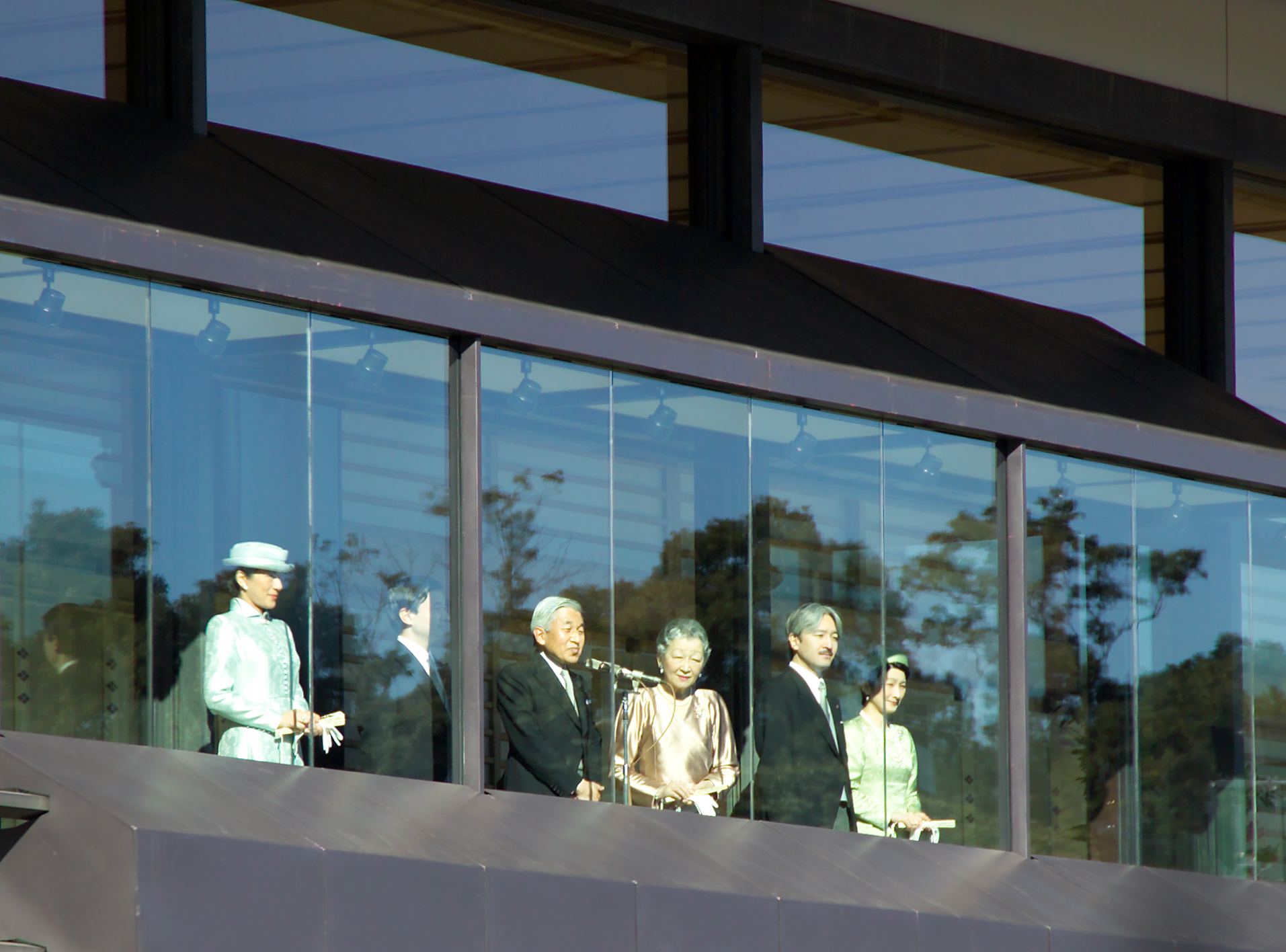
Geburtstagsansprache 2005
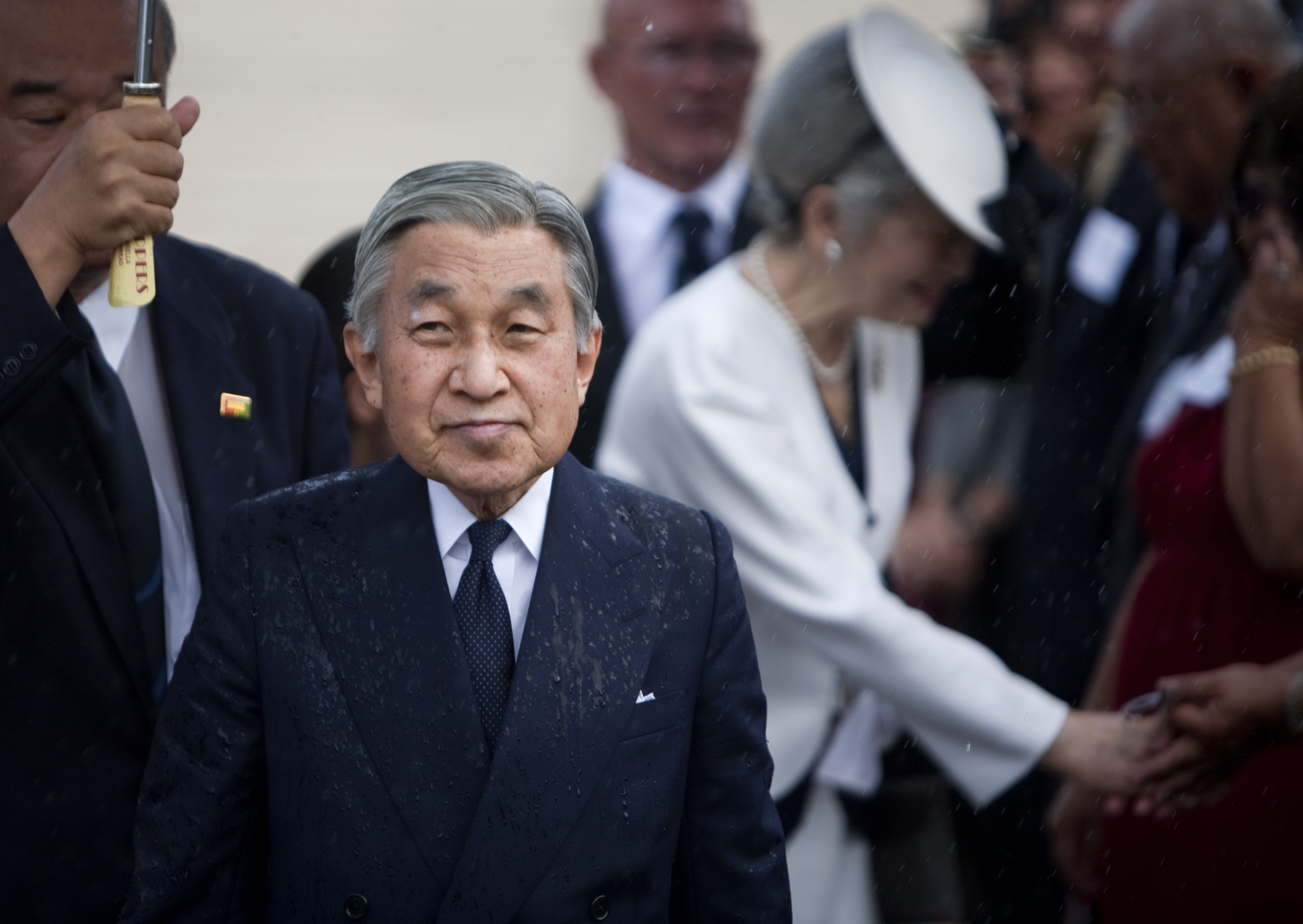
Besuch des Soldatenfriedhofs von Honolulu (2009)
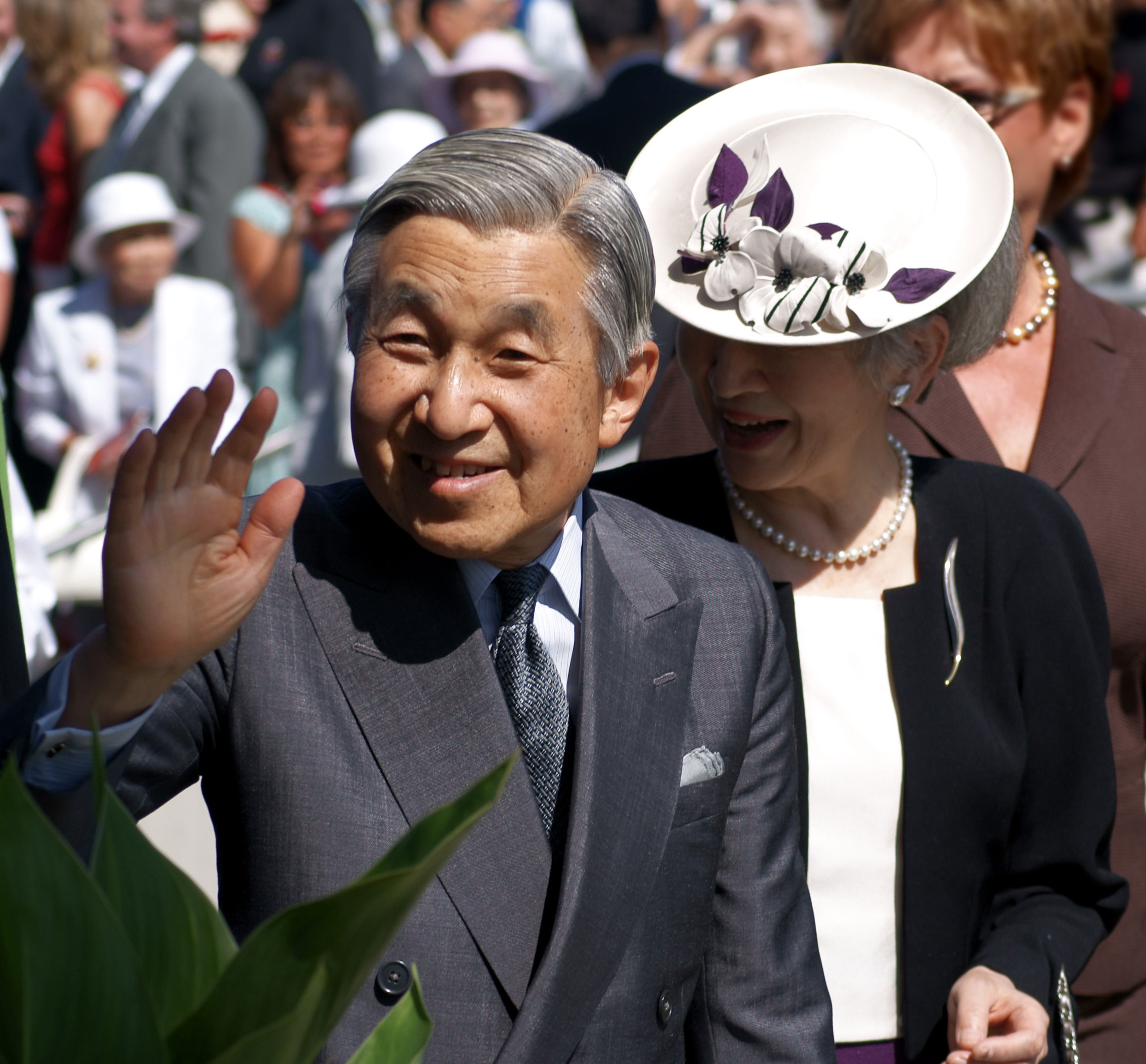
Besuch in Kanada (2009)
- Neujahrsansprache 2010 (Video)
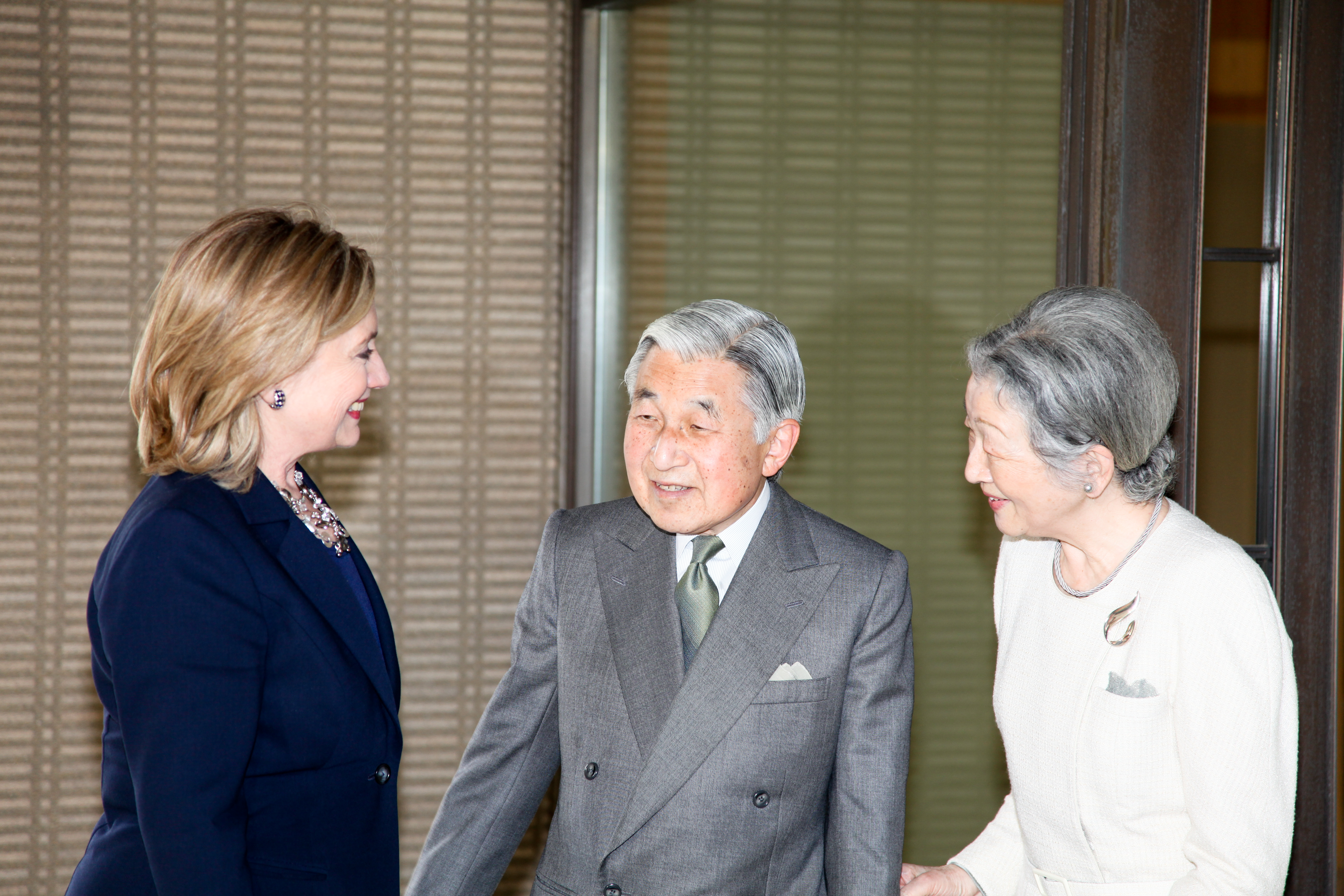
Empfang von Hillary Clinton im Kaiserpalast (2011)
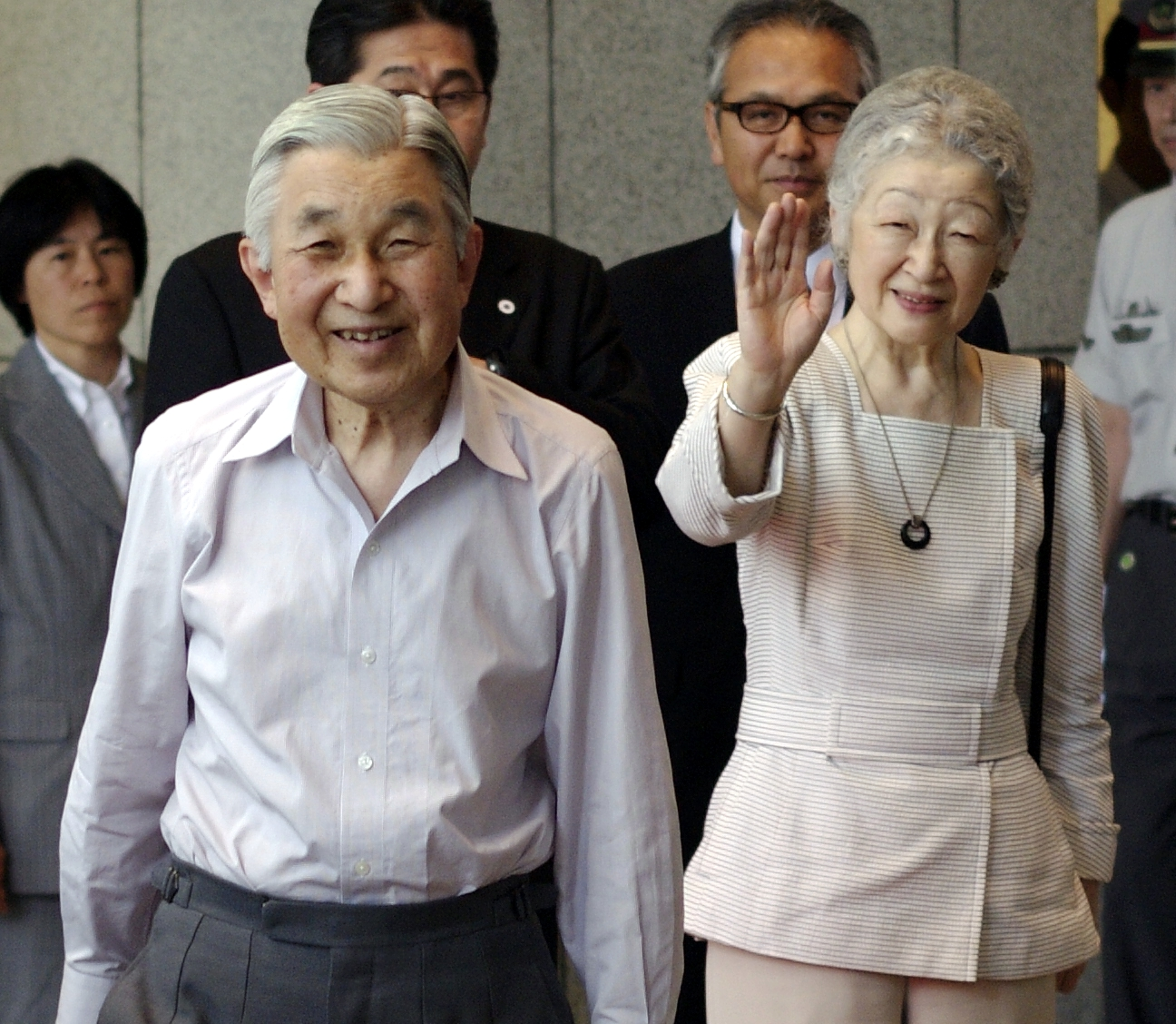
Das Kaiserpaar im Bahnhof Tokio (2012)
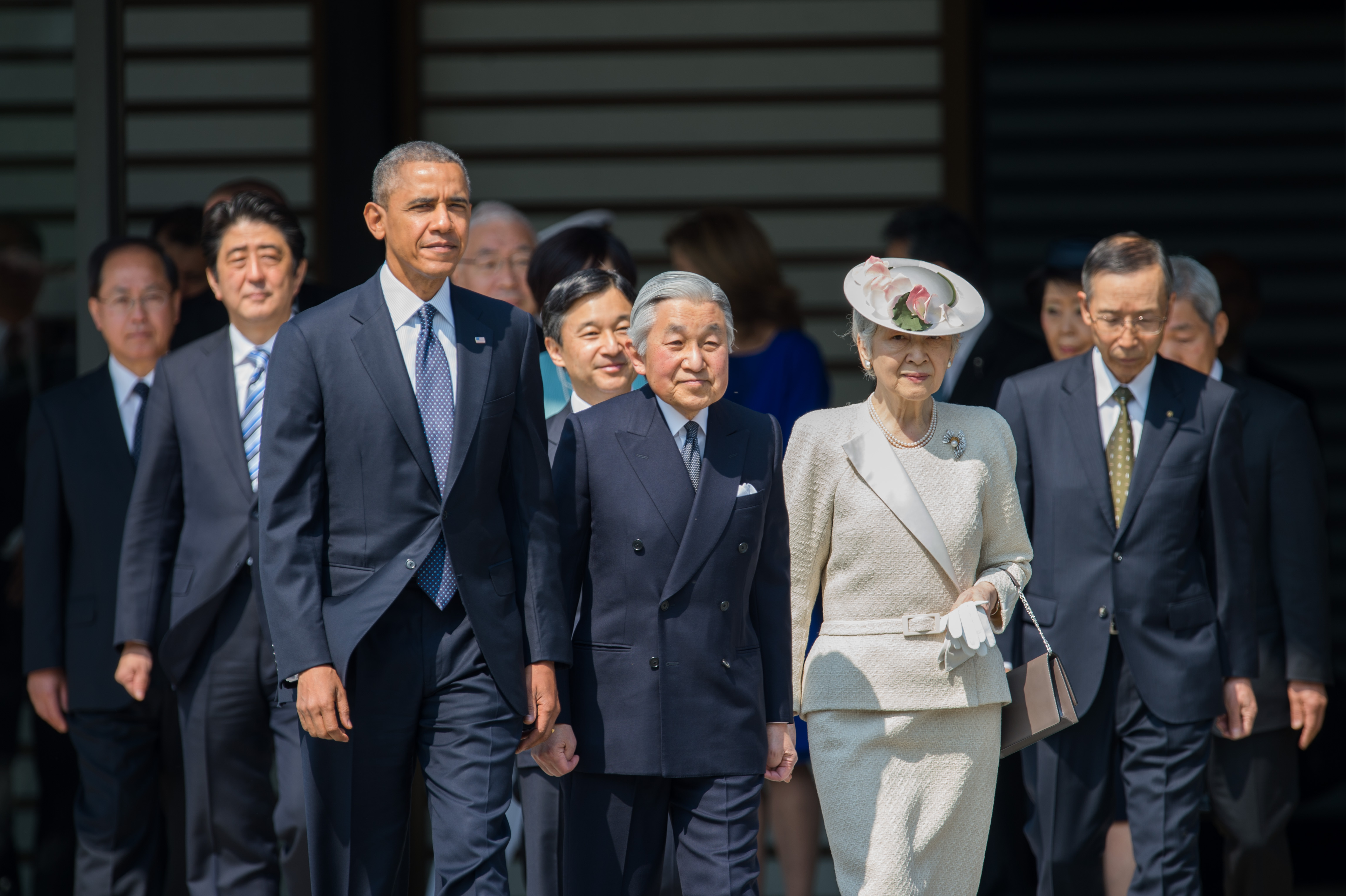
Staatsbesuch von Barack Obama in Tokio (2014)
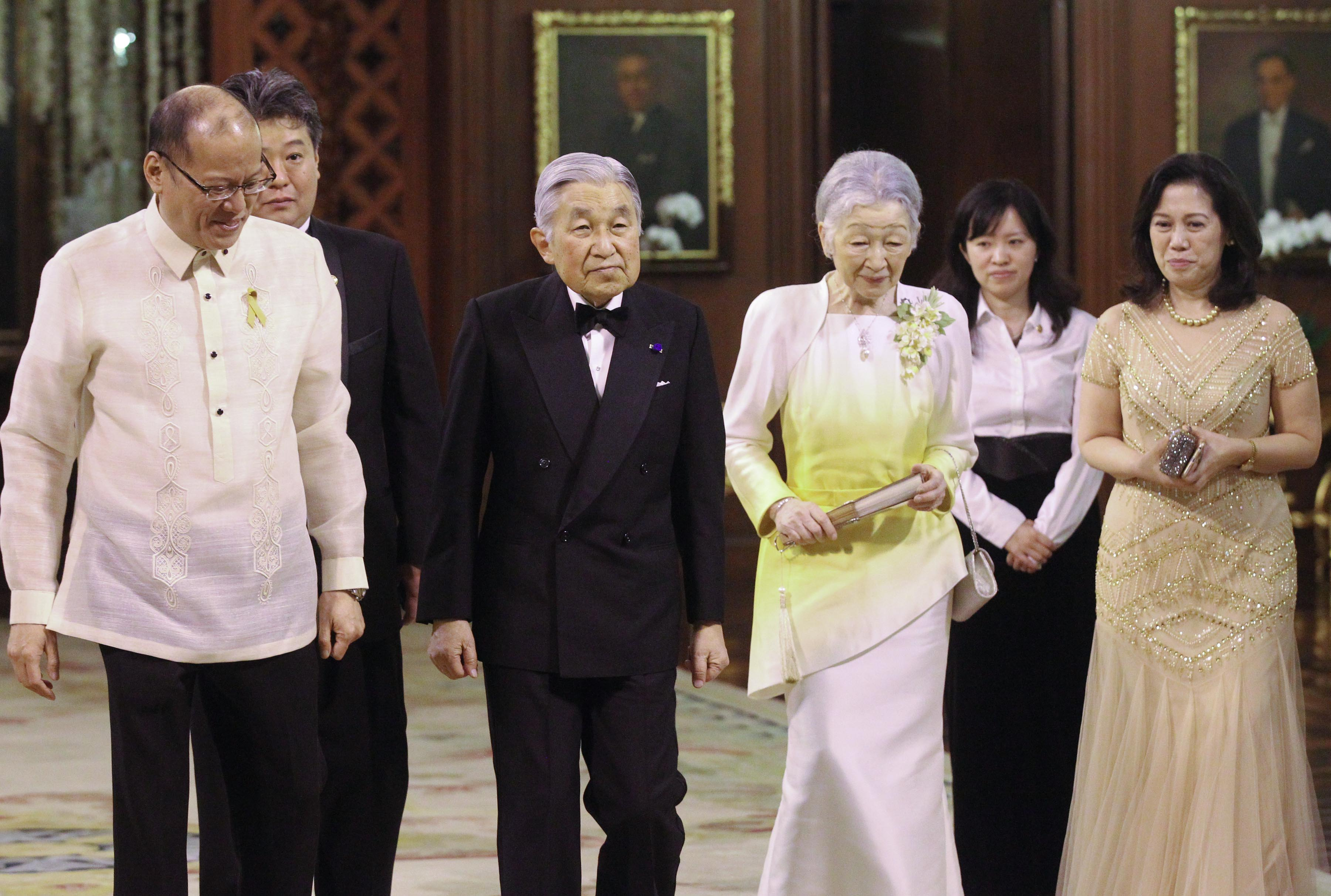
Staatsbankett mit Benigno Aquino III. auf den Philippinen (2016)